# Антифашистичко собрање народног ослобођења Македоније
Антифашистичко собрање народног ослобођења Македоније (мкд. Антифашистичко Собрание на Народното Ослободување на Македонија; скраћено АСНОМ) је представљало врховно представничко, законодавно и извршно тело Демократске Федералне Македоније у периоду од августа 1944. до априла 1945. године. Конституисана је 2. августа 1944. године, на свом Првом заседању, а 16. априла 1945, на Трећем заседању је прерасло у Народну скупштину Македоније.

## Формирање АСНОМ-а и Прво заседање
Иницијативни одбор за основање АСНОМ-а формиран је новембра 1943. године у селу Црвена вода. У његовом саставу налазили су се: Методије Андонов Ченто (председник), Страхил Гигов (секретар), Цветко Узуновски, Венко Марковски и Михајло Апостолски.
Марта 1944. године ИО је упутио писмо свим Народоослободичким одборима у Македонији да изаберу делегате за Прво заседање АСНОМ-а. Први састанак Иницијативног одбора одржан је 30. априла 1944. године у селу Стајовце, и на њему је у рад одбора укључено још 17 чланова.
Прво заседање АСНОМ-а одржано је 2. августа 1944. године у старој воденици (објекат више не постоји) која се налазила у околини манастира око 600 м манастиру св. Прохор Пчињски. Иако је изабрано 116 делегата, заседању је присуствовало само 60-ак. На заседању су донесене одлуке, којима је:
- АСНОМ проглашен за врховно законодавно и извршно представничко тело и највиши орган државне власти у демократској Македонији;
- Македонски језик уведен као службени језик у македонској држави;
- Илиндан проглашен за народни и државни празник у македонској држави;
- прихваћене одлуке Другог заседања АВНОЈ-а и
- одобрен рад Главног штаба НОВ и ПО Македоније

На крају заседања изабран је Президијум (Председништво) АСНОМ-а. Председништво се састојало од председника, два потпредседника, два секретара и 17 чланова.

### ЧлановиПредседништва АСНОМ-а
Методије Андонов Ченто, председник; Панко Брашнаров и Емануел Чучков, потпредседници; Љупчо Арсов и Владимир Полежиновски, секретари; Венко Марковски, Цветко Узуновски, Благоја Фотев, Михајло Апостолски, Страхил Гигов, Петре Пирузе, Кирил Петрушев, Јован Горгов, Епаминонда Поп Андонов, Камбер Хасан, Ацо Петровски, Младен Георгиев и Љиљана Чаловска.

## Друго заседање АСНОМ-а
Друго заседање Антифашистичке скупштине народног ослобођења Македоније одржано је у ослобођеном Скопљу од 28. до 30. децембра 1944. године. На овом заседању је изабрано ново Председништво АСНОМ - а. Овом заседању су присуствовали и потпредседници Националног комитета ослобођења Југославије: Едвард Кардељ, Светозар Вукмановић Темпо, Димитар Влахов; председник Отачаственог фронта Бугарске Добри Трпешев и представници совјетеске и англо-америчке војне мисије.

## Треће заседање АСНОМ-а
Треће заседање Антифашистичке скупштине народног ослобођења Македоније је одржано од 14. до 16. априла 1945. године у Скопљу. На овом заседању одлучено је да се образује прва Влада Федералне Македоније, Председништво АСНОМ-а је постало Председништво Народне скупштине (собрања) Македоније, а АСНОМ је постао Народна скупштина (собрање) Македоније. За првог председника Владе тада је изабран Лазар Колишевски.

## Галерија
- Говор Едварда Кардеља на Другом заседању АСНОМ-а